# 바레인인
바레인인(아랍어: بحارنة)은 바레인의 원주민이다. 시아파 이슬람교를 믿고 바레인 아랍어를 구사한다.
이들은 수니파를 믿는 베두인인이 서쪽 네지드로부터 도래하기 전부터 먼저 이 지역에 살고 있었다.

## 같이 보기
- 바레인 아랍어